# Rose Winslade
Rose Winslade (Londres; 22 de julio de 1919 - 16 de diciembre de 1981) fue una ejecutiva e ingeniera británica que se convirtió en presidenta de la Women's Engineering Society y rectora de la Universidad de Nairobi. Fue condecorada con la Orden del Imperio Británico.

## Biografía
Winslade nació en Londres en 1919 de Alice Margaret (de soltera Harris) y Charles James Winslade. Dejó la escuela a los catorce años y comenzó a trabajar en una fábrica. Quedó fascinada por los procesos de ingeniería que vio en la fábrica y decidió hacer de la ingeniería su carrera.
Winslade se unió a la Women's Engineering Society en 1946. Era una miembro entusiasta y se convirtió en la presidenta de la sucursal de Londres.
Winslade se dio a conocer en 1960 cuando era una de las dos ingenieras financiadas por el Caroline Haslett Memorial Trust fundado por la Autoridad de Electricidad Británica. El proyecto consistía en investigar el papel de las ingenieras en la URSS. En ese momento, ella era ingeniera de ventas senior en Research and Control Instruments Ltd y estaba acompañada por Lesley S. Souter, que trabajaba en Harlow para el Laboratorio de Investigación AEI.
Continuó trabajando para Research and Control Instruments Ltd convirtiéndose en subdirectora en 1960 y entre 1962 y 1965 ocupó un puesto directivo superior como cogerente (técnica) de su división de electrónica. Quedó constatado lo poco habitual que era para una mujer llegar a un puesto tan alto.
Winslade fue empleada por el Consejo de Instituciones de Ingeniería en 1966 cuando era Presidenta de la Women's Engineering Society puesto para el que fue elegida el 4 de septiembre de 1965. En ese momento, la BBC informó que había 400 mujeres ingenieras en el Reino Unido. Winslade apareció en la BBC mientras informaba sobre una segunda Conferencia Internacional de Mujeres Ingenieras y Científicas que duró una semana en Cambridge en 1967. La BBC también entrevistó a Elizabeth Laverick, quien la reemplazaría como presidenta de WES. En la conferencia, el ingeniero indio KK Khubchandani la fotografió y le enseñó a usar un sari junto con a sus compañeras e ingenieras de WES, Cicely Thompson, Hettie Bussell y las delegadas estadounidenses Louise Davies y Betty Lou Bailey.
Trabajando como secretaria adjunta del Consejo de Instituciones de Ingeniería, se ocupaba de sus vínculos en el extranjero, incluido el vínculo británico con la Federación Europea de Asociaciones Nacionales de Ingenieros. En 1969 fue nombrada por dos años rectora de la Universidad de Nairobi. Su primera reunión se llevó a cabo durante una visita de tres semanas en abril, donde también visitó otras universidades.
Winslade fue recibió la Orden del Imperio Británico (OBE) por sus servicios a las mujeres en el campo de la ingeniería en 1969.